# Ku Bon-chan
Ku Bon-chan (ur. 31 stycznia 1993 w Gyeongju) – południowokoreański łucznik, złoty medalista igrzysk olimpijskich oraz mistrzostw świata, brązowy medalista igrzysk azjatyckich, medalista uniwersjady. W 2016 roku zajmował pierwsze miejsce w światowym rankingu.
Na igrzyskach azjatyckich w Inczonie w 2014 zdobył brązowy medal w drużynie, a rok później, na mistrzostwach świata w Kopenhadze zdobył dwa złote medale – drużynowo i w mikście.
Podczas Letnich Igrzysk Olimpijskich 2016 w Rio de Janeiro zdobył dwa złote medale, w drużynie, pokonując w finale amerykańskich łuczników i indywidualnie, wygrywając z Francuzem Jeanem-Charlesem Valladontem 7:3.